# Merthyr Tydfil (circonscription du Parlement britannique)
Pour les articles homonymes, voir Merthyr Tydfil (homonymie).
Merthyr Tydfil est une ancienne circonscription électorale de la Chambre des communes du Royaume-Uni.
Centrée sur la ville de Merthyr Tydfil, dans le Glamorgan, un comté du pays de Galles méridional, elle existe de 1832 à 1918, puis de 1950 à 1983.

## Histoire

### 1832-1918
La première circonscription de Merthyr Tydfil est créée par le Parliamentary Boundaries Act 1832 (en), en application du Reform Act 1832. Son premier député est le whig John Josiah Guest.
La circonscription s'agrandit à la suite du Reform Act 1867 et élit par la suite deux députés au lieu d'un seul. Elle est alors, comme une grande partie du pays de Galles, un bastion libéral jusqu'à l'émergence du Parti travailliste, au tournant du XXe siècle. Son fondateur Keir Hardie y est élu député en 1900.
Merthyr Tydfil est abolie pour les élections générales de 1918 et remplacée par deux circonscriptions élisant chacune un député : Merthyr et Aberdare.

### 1950-1983
Une deuxième circonscription de Merthyr Tydfil est créée pour les élections générales de 1950 à partir de celle de Merthyr. Elle élit systématiquement un député travailliste jusqu'à son abolition, en 1983. Son territoire est rattaché à la nouvelle circonscription de Merthyr Tydfil and Rhymney.

## Députés

### 1832-1868
| Élection | Député            | Parti | Parti         |
| -------- | ----------------- | ----- | ------------- |
| 1832     | John Josiah Guest |       | Whig          |
| 1852     | Henry Bruce       |       | Peelite       |
| 1859     | Henry Bruce       |       | Parti libéral |

### 1868-1918
| Élection     | Député                        | Parti              | Parti         | Député                   | Parti         | Parti         |
| ------------ | ----------------------------- | ------------------ | ------------- | ------------------------ | ------------- | ------------- |
| 1868         | Henry Richard (en)            |                    | Parti libéral | Richard Fothergill (en)  |               | Parti libéral |
| 1880         | Henry Richard (en)            | Charles James (en) | Parti libéral |                          | Parti libéral |               |
| mars 1888    | Henry Richard (en)            | D. A. Thomas       | Parti libéral |                          | Parti libéral |               |
| octobre 1888 | William Pritchard-Morgan (en) | D. A. Thomas       |               | Parti libéral            | Parti libéral |               |
| 1900         | Keir Hardie                   | D. A. Thomas       |               | Parti travailliste       | Parti libéral |               |
| janvier 1910 | Keir Hardie                   | Edgar Jones (en)   |               | Parti travailliste       | Parti libéral |               |
| 1915         | Charles Stanton               | Edgar Jones (en)   |               | Travailliste indépendant | Parti libéral |               |

### 1950-1983
| Élection | Député       | Parti | Parti                  |
| -------- | ------------ | ----- | ---------------------- |
| 1950     | S. O. Davies |       | Parti travailliste     |
| 1970     | S. O. Davies |       | Socialiste indépendant |
| 1972     | Ted Rowlands |       | Parti travailliste     |